# Bát bửu

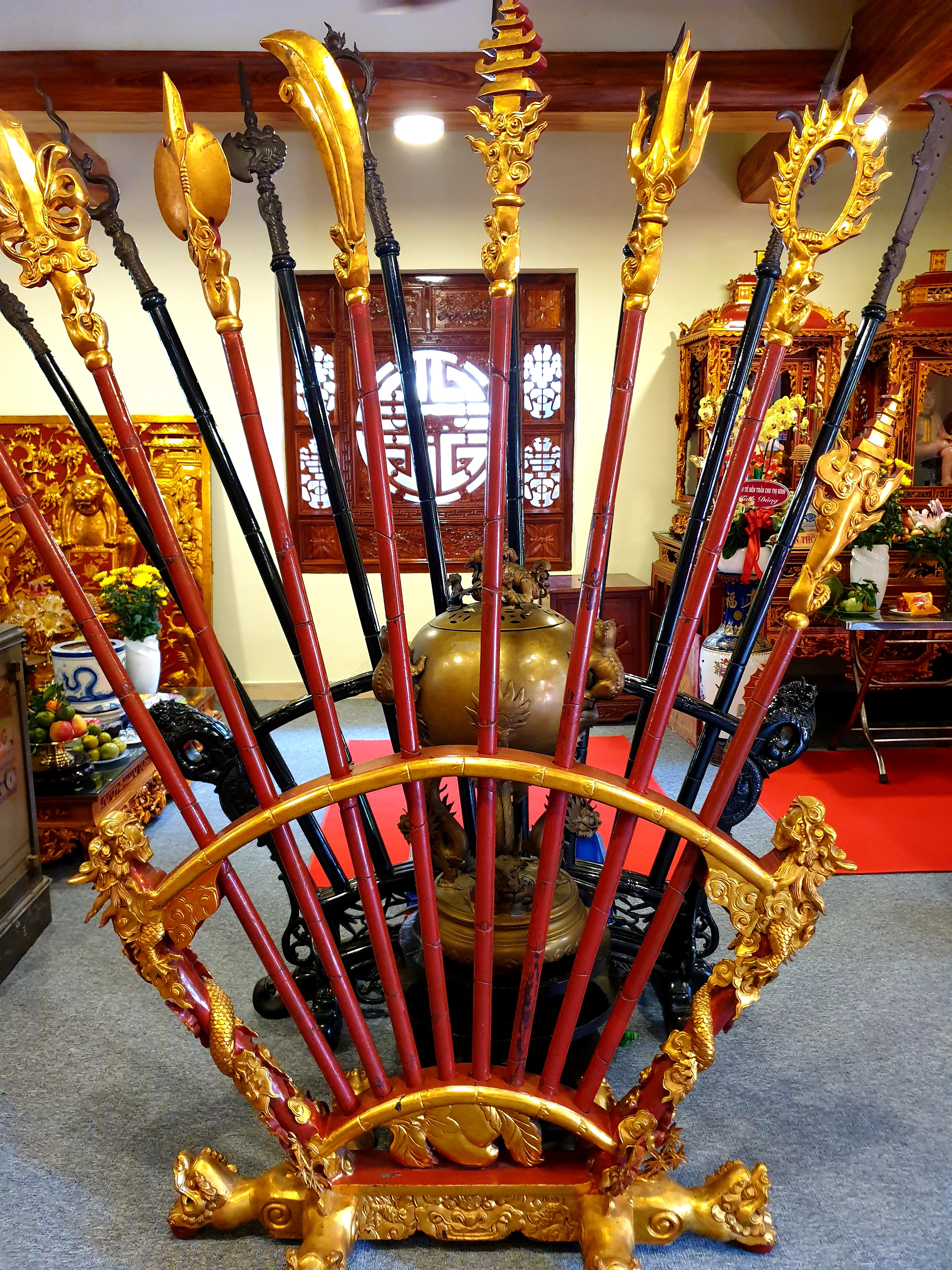
Bát bửu trong Đền thờ Đức Thánh Trần, Quận 1, thành phố Hồ Chí Minh

Bát bửu là Tám vật quý, là một trong những mô típ trang trí trong các cơ sở thờ tự của người Trung Hoa, và được truyền vào Việt Nam từ khoảng giữa thế kỷ XVII. Nơi thể hiện đầu tiên của hình tượng bát bửu ở Việt Nam là chùa Bút Tháp (tên chữ là Ninh Phúc tự), huyện Thuận Thành, Bắc Ninh. Nhưng phải đến thời Nguyễn, hình tượng bát bửu mới được thể hiện nhiều ở các cơ sở thờ tự trong dân gian (đặc biệt là ở các ngôi đình làng) và ở các kiến trúc cung đình. Có ba loại trưng bày bát bửu trong ba loại cơ sở thờ tự. Đó là loại bát bửu trong chùa của Phật giáo; loại bát bửu trong văn miếu của Nho giáo, đạo quán của Đạo giáo;và loại bát bửu trong Cơ sở thờ tự theo tín ngưỡng dân gian (đình, đền, miếu).

## Trong chùa
- Lá đề, tù và, tàn lọng, cờ, hoa sen, nậm nước cam lộ, cá và dây kết nút; hoặc
- Bánh xe pháp, tù và, ốc, tàn lọng, hoa sen, chữ "vạn", độc lư bốn chân, dây kết nút.

## Trong văn miếu và đạo quán
- Quyển sách, đàn, quạt, khánh và 4 thứ trong các thứ: lẵng hoa, ô trám, sáo, tù và, bầu rượu, túi thơ...

## Trong đình, đền, miếu
Bát bửu gồm mâu, đao, thương, kích, chấp, chùy, trượng, mác. Bát Bửu đã trở thành biểu tượng cho sức mạnh và uy quyền. Chi tiết từng loại binh khí:
Bộ binh pháp bát bửu gồm 8 loại vũ khí khác nhau: mâu, đao, thương, kích, chấp, chùy, trượng, mác. Hình dáng của mỗi loại binh khí này có nét tạo hình riêng, được thể hiện như sau:
- Đao (còn gọi là long đao) là loại binh khí mà phần đầu có chức năng sát thương được gia công bằng đồng, có độ dày thích hợp, sắc, cong về một phía, bản rộng, mũi nhọn.
- Thương là loại binh khí có cán dài, mũi thương hay đầu thương là bộ phận hình nhọn, sắc, thuôn, đảm nhiệm vai trò sát thương chính
- Mác là loại binh khí có phần đầu được gia công bằng đồng, hình thoi, có cạnh, đầu nhọn, dùng để sát thương đối phương.
- Chấp là loại binh khí mà ở phần đầu có tiết diện nhỏ, hình vuông, hai bên có hai mũi phụ nhọn hai đầu.
- Kích là loại binh khí có hình dáng giống như chấp, nhưng chỉ có một mũi phụ ngắn.
- Chùy là loại binh khí mà phần sát thương là một quả cầu bằng đồng và có gắn thêm một mũi nhọn ở phía trên.
- Mâu (còn gọi là bát xà mâu) là loại binh khí mà phần sát thương được gia công bằng đồng, có hình dáng ngoằn ngoèo như con rắn đang bò, đầu nhọn.